# Tabanus petiolatus
Tabanus petiolatus är en tvåvingeart som beskrevs av James Stewart Hine 1917. Tabanus petiolatus ingår i släktet Tabanus och familjen bromsar. Inga underarter finns listade i Catalogue of Life.